# Ysbyty Ifan
Ysbyty Ifan est un village et une communauté du borough de comté de Conwy, au pays de Galles.
Il est situé dans le sud du borough de comté. Au recensement de 2011, la communauté comptait 196 habitants.